# ROMARM
ROMARM est une entreprise roumaine publique de défense et le principal fournisseur roumain de techniques et de services de défense. L'entreprise possède 15 usines et un institut de recherche,.

## Filiales

### ArsenalReșița
Arsenal Reșița a été fondée en 1972 dans le but de produire des canons moyens et grands. En raison de la diminution des ventes, l'entreprise a également commencé à offrir des services civils en 1990. L'entreprise a rejoint ROMARM en 2001. L'usine produit aujourd'hui différents types de canons d'artillerie et anti-aériens.

### Carfil
Carfil a été fondée en 1922 sous le nom de « Usine de machines et fonderie Dumitru Voina ». Elle change de nom en 1969 et devient partie intégrante de ROMARM en 2001. En 2005, elle a commencé à produire des armes et des munitions compatibles avec les normes de l'OTAN.

### Electromecanica
Initialement fondée en 1955 en tant qu'usine de réparation de munitions et d'artillerie anti-aérienne, Electromecanica a changé de nom à plusieurs reprises depuis. L'entreprise produit actuellement une variété de missiles.

### Usine de poudres de Fagaraș
Elle a été créée en 1920 en tant qu'usine d'explosifs et a commencé sa production en 1921. À partir de 1939, elle commence à produire des poudres. Rebaptisée « Usine de poudres Făgăraș » en 2006, l'usine de poudres Făgăraș est spécialisée dans la production d'explosifs de haute puissance.

### Usine d’armes de Cugir
Officiellement Uzina Mecanică Cugir ("Usine mécanique de Cugir"). L'une des plus anciennes entreprises de défense de Roumanie, Cugir Arms Factory, a une histoire qui remonte à 1799, lorsque des ateliers de fabrication d'acier ont été fondés à Cugir. Après avoir connu de multiples mises à niveau tout au long de son existence, Cugir Arms Factory fabrique désormais des produits compatibles avec les normes OTAN.

### Metrom
Metrom a été fondée en 1948 par la fusion de deux sociétés : FAROLA et METROM SAR. Le nouveau nom officiel de l'entreprise était METROM Factory Brașov.

### Usine mécanique de Moreni
Initialement nommée IAM, la société a été fondée en 1968. L'usine est aujourd'hui la seule entreprise de défense de Roumanie à produire des véhicules blindés de transport de troupes.

### Pirochim Victoria
L'activité de l'usine a commencé avant la Seconde Guerre mondiale en raison du besoin de l'État roumain d'une usine d'armement. Bien qu'elle ait été agrandie à un moment donné pour produire une gamme de produits plus large, Pirochim Victoria fabrique désormais des produits spécialisés et est sous l'autorité du ministère roumain de l'Économie et du Commerce.

### Usine mécanique de Plopeni
L'histoire de l'usine commence en 1937, lorsque débute la construction d'une usine de fabrication de munitions et d'artillerie de guerre. En 1941, l'usine est devenue opérationnelle sous le nom d'Usine Mărgineanca. L'usine produit aujourd'hui différents types de munitions.

### Tohan
Tohan a été fondée en 1938 au sein du groupe industriel MALAXA. Entre 1948 et 1990, elle s'appelait Usine "6 Mars" Zărnești et de 1990 à 1998, elle a de nouveau changé son nom pour Usine Mécanique Tohan Zărnești. Aujourd'hui, l'usine TOHAN est spécialisée dans la production de munitions d'artillerie et de missiles.

### Usine mécanique de Mija
Elle a été créée le 5 novembre 1938 sous le nom d' Întreprinderea Română Mecanică şi Chimică (l'« Entreprise mécanique et chimique roumaine »). L'usine produisait des bombes d'aviation de 50 kg, 100 kg et 225 kg, des mines antichar, des équipements fumigènes et d'autres produits pour l'armée. Aujourd'hui, elle fabrique des munitions antichar pour les AG-7 et AG-9, des grenades à main et d'autres produits.

### Usine mécanique de Sadu
Elle est située à Bumbești-Jiu. Créé par le Haut Décret no. 3010/1939, l'usine mécanique de Sadu est le successeur de Pirotehnia Armatei (« Pyrotechnie de l'armée »), fondée à Bucarest en 1861. À l'origine, elle s'appelait Pirotehnia Armatei Sadu, mais a été rebaptisée Uzina Mecanică Sadu en 1945. En 1970, la plateforme industrielle Sadu II est construite pour la fabrication d'armes d'infanterie, d'amorces pour différents types de munitions, ainsi que d'explosifs miniers. À partir de 2002, elle est devenue une filiale de ROMARM et à partir de 2014, elle a changé son nom pour Societatea "Uzina Mecanică Sadu" SA. Aujourd'hui, elle produit des munitions pour armes légères, des calibres OTAN et Pacte de Varsovie.

### Usine mécanique de Bucarest
L'usine mécanique de Bucarest (Uzina Mecanică București - UMB) a été créée en 1978, en tant qu'usine annexe de l'usine de Bucarest « 23 août », sous le titre « Usine de machines lourdes spéciales ». En décembre 1990, elle a reçu le nom d'Usine mécanique de Bucarest, et a été reprise par le ministère de la Défense nationale, en tant qu'unité composante du Groupe industriel de l'armée - Direction autonome. Après 10 ans, l'usine passe sous l'autorité du Ministère de l'Industrie et des Ressources et est rebaptisée SC "ARSENAL" SA - succursale de Bucarest.
En 2001, à la suite de la réorganisation de l'industrie de défense, l'unité reprend son nom d'usine mécanique de Bucarest et devient une filiale de ROMARM.
L'usine produit actuellement des véhicules blindés Mowag Piranha V en coentreprise avec General Dynamics European Land Systems. La mise à niveau TR-85M1 du TR-85 ont également été réalisé dans cette usine.

### UPS Dragomirești
Uzina de Produse Speciale Dragomirești (l'« Usine de produits spéciaux Dragomirești ») a été fondée en 1981. Elle produit des bombes aériennes, des grenades de 40 mm, des munitions d'artillerie, des explosifs à usage militaire ou policier et des charges explosives pour l'exploitation minière. Elle est devenue une filiale de ROMARM en 2001.

### Centre d'excellence en recherche, développement et innovation
Fondé en octobre 2022 en tant que nouvelle filiale de ROMARM, le Centre d'excellence en recherche, développement et innovation de Bucarest (CECDI Bucarest) fonctionne comme un centre de recherche et développement de l'industrie de défense roumaine. Outre le domaine militaire, le CECDI Bucarest travaille également dans des domaines à caractère industriel et commercial et peut réaliser d'autres activités liées à la R&D.

## Sources et références
1. ↑  « Glontul, pe teava privatizarii »
2. ↑  « Compania ROMARM | Comercializeaza armament produs in Romania »
3. ↑  « Home », arsenal.ro
4. ↑  « Istoricul companiei Carfil », carfil.ro
5. ↑  « Home », elmecph.ro
6. ↑  (ro) « HOMO INGENIOUS LA COMBINATUL
CHIMIC DIN FĂGĂRAŞ », Article,‎ 2014 (lire en ligne  [PDF])
7. ↑  « S. Fabrica de Pulberi S.A. Fagaraș », fabricapulberi.ro
8. ↑  « Fabrica de Pulberi Făgăraș », Romarm
9. ↑  « Home », umcugir.ro
10. ↑  « Untitled Document » [archive du 29 mai 2015] (consulté le 23 avril 2015)
11. ↑  « Home », ump.ro
12. ↑  « Istoric »
13. ↑  « Scurt Istoric », ummija.ro
14. ↑  « Tehnică militară », ummija.ro
15. 1 2  « Societatea "Uzina Mecanică Sadu" SA », umsadu.ro (consulté le 30 mai 2023)
16. ↑  « Romanian Headstamps History », 19 février 2019
17. ↑  « Produse și servicii », umsadu.ro (consulté le 30 mai 2023)
18. 1 2  (ro) « Uzina Mecanică București », Romarm (consulté le 4 juillet 2023)
19. ↑  (ro) « Blindatele Piranha 5 vor fi produse complet la Uzina Mecanică București, inclusiv pentru export », HotNews, 15 mars 2022
20. ↑  « Prezentare », upsdragomiresti.ro
21. ↑  « UPS Dragomirești », Romarm
22. ↑  « The new ROMARM subsidiary - "Centre of excellence in research, development and innovation" Bucharest », Romarm, 19 octobre 2022